# Qızılburun
Qızılburun är en ort i Azerbajdzjan.   Den ligger i distriktet Hacıqabul Rayonu, i den östra delen av landet, 70 km sydväst om huvudstaden Baku. Qızılburun ligger 14 meter över havet och antalet invånare är 1 034.
Terrängen runt Qızılburun är platt åt sydväst, men åt nordost är den kuperad. Närmaste större samhälle är Qobustan, 18,8 km nordost om Qızılburun.
Omgivningarna runt Qızılburun är i huvudsak ett öppet busklandskap. Runt Qızılburun är det ganska tätbefolkat, med 54 invånare per kvadratkilometer.